# الاحتجاجات المناهضة للأسلحة النووية

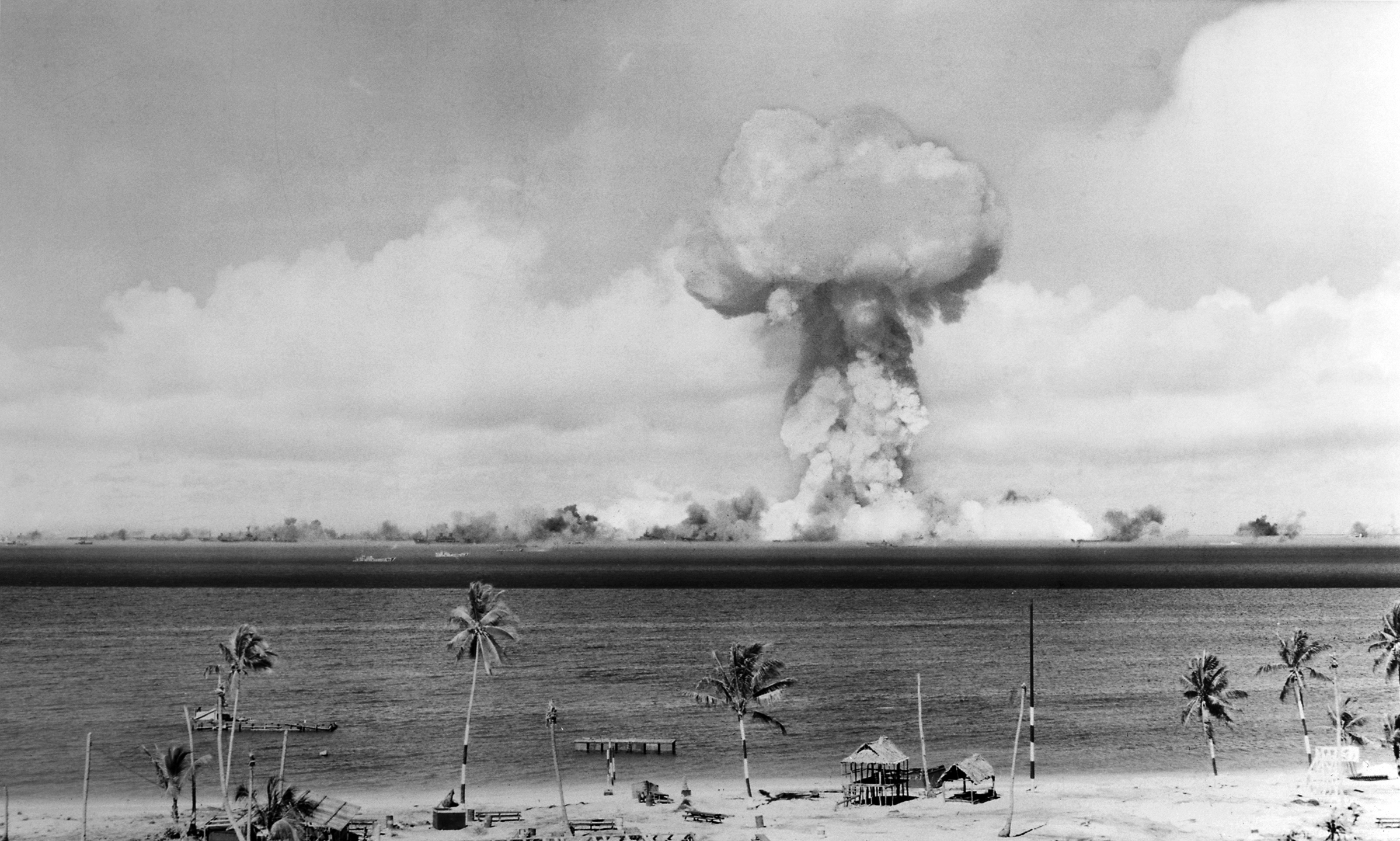
كانت عملية تقاطع الطرق انفجارا تجريبيا لثلاثة وعشرين كيلو طنا من الحمولة النووية المفجرة جوا في 1 يوليو 1946

بدأت الاحتجاجات المناهضة للأسلحة النووية على نطاق صغير في الولايات المتحدة مبكرًا منذ عام 1946 ردًا على عملية تقاطع الطرق. ظهرت احتجاجات مناهضة للأسلحة النووية على نطاق واسع لأول مرة في منتصف الخمسينيات من القرن الماضي في اليابان عقب حادثة قارب صيد لاكي دراجون في مارس عام 1954. شهد شهر أغسطس 1955 الاجتماع الأول للمؤتمر العالمي المناهض للقنابل الذرية والهيدروجينية، والذي شارك فيه نحو 3000 شخص من اليابان وبعض الدول الأخرى. بدأت الاحتجاجات في بريطانيا في أواخر الخمسينيات وأوائل الستينيات. حدثت أول مسيرات الديرماستون في المملكة المتحدة، والتي نظمتها حملة نزع السلاح النووي، في عام 1958. نظمت هيئة كفاح المرأة من أجل السلام، في ذروة الحرب الباردة عام 1961، مسيرة شاركت فيها نحو 50,000 امرأة من 60 مدينة بالولايات المتحدة، وذلك احتجاجًا على الأسلحة النووية. ظهرت لافتات مكتوبًا عليها «احظروا القنابل» في مسيرات سلمية بالعديد من العواصم الأسترالية في عام 1964.
أصبحت الطاقة النووية قضية رأي عام وتُثير احتجاجًا كبيرًا في السبعينيات إذ بدأت المظاهرات في فرنسا وألمانيا الغربية في عام 1971. تظاهر نحو 175,000 شخص، بين عامي 1975 و1977، احتجاجًا على استخدام الطاقة النووية في عشر مظاهرات بفرنسا. شارك نحو 280,000 شخص، بين فبراير عام 1975 وأبريل عام 1979، في سبع مظاهرات بمواقع نووية بألمانيا الغربية. وقعت العديد من المظاهرات الجماعية في أعقاب حادث جزيرة الثلاث أميال عام 1979 وشارك 200,000 شخص في احتجاج مدينة نيويورك في سبتمبر عام 1979. تظاهر نحو 120,000 شخص، في أكتوبر عام 1979، ضد استخدام الطاقة النووية بمدينة بون. تظاهر 150,000 إلى 200,000 شخص في روما احتجاجًا على البرنامج النووي الإيطالي عقب كارثة تشيرنوبيل في مايو عام 1986، وأصبحت الاشتباكات بين المتظاهرين المناهضين للأسلحة النووية والشرطة شائعة في ألمانيا الغربية.
أثار إحياء سباق التسلح النووي احتجاجات كبيرة حول الأسلحة النووية في أوائل الثمانينيات. تظاهر نصف مليون شخص في الشوارع بعدة مدن في إيطاليا، أكثر من 250 ألف شخص في بون، و250 ألفًا في لندن، و100 ألف في بروكسل، في أكتوبر عام 1981. حدث أكبر احتجاج مناهض للأسلحة النووية في 12 يونيو عام 1982، عندما تظاهر مليون شخص في مدينة نيويورك ضد استخدام الأسلحة النووية. احتج ما يقرب من 3 ملايين شخص، في جميع أنحاء أوروبا الغربية، في أكتوبر عام 1983، على انتشار الصواريخ النووية وطالبوا بإنهاء سباق التسلح. تجمع أكبر حشد مكون من قرابة مليون شخص في لاهاي بهولندا. شارك 400,000 شخص بريطاني في أكبر مظاهرة على الأرجح في تاريخ بريطانيا.
تظاهر 40 ألف شخص مناهض للأسلحة والحروب النووية أمام مقر الأمم المتحدة في نيويورك في الأول من مايو عام 2005، بعد 60 عامًا من القصف الذري على هيروشيما وناغازاكي. كان هذا أكبر تجمع مناهض للأسلحة النووية في الولايات المتحدة منذ عدة عقود. كان هناك العديد من الاحتجاجات ببريطانيا في عام 2005 حول اقتراح الحكومة باستبدال برنامج ترايدنت النووي القديم إلى نموذج أحدث. ضم أكبر احتجاج نحو 100,000 مشارك. تظاهر نحو 25,000 شخص، بمن فيهم أعضاء في منظمات السلام والناجين من إلقاء القنبلة الذرية عام 1945، متجهين من مانهاتن السفلى إلى مقر الأمم المتحدة، مطالبين بالتخلص من الأسلحة النووية في مايو عام 2010.
قوضت الحوادث النووية اليابانية عام 2011 النهضة المقترحة لصناعة الطاقة النووية وأعادت إحياء المشاعر المناهضة لاستخدام الأسلحة النووية في جميع أنحاء العالم، ما وضع الحكومات في موقف متحفز للدفاع. تواجدت احتجاجات كبيرة في ألمانيا والهند واليابان وسويسرا وتايوان.

## أستراليا والمحيط الهادي
حدثت مسيرات سلمية في العديد من العواصم الأسترالية عام 1964، وظهرت فيها لافتات مكتوبًا عليها «احظروا القنابل».
حافظت الحركة المناهضة للأسلحة النووية على وجودها في المحيط الهادئ، وبصورة أكبر لمواجهة على التجارب النووية الفرنسية هناك في عام 1972. رفض النشطاء، بمن فيهم ديفيد ماكتاجارت، أحد أعضاء منظمة السلام الأخضر، قرار الحكومة الفرنسية بإبحار سفن صغيرة إلى منطقة الاختبار، ما أدى إلى عرقلة برنامج الاختبار. انضم الآلاف إلى مسيرات الاحتجاج بمدن أديليد، وملبورن، وبريزبن، وسيدني في أستراليا. أصدر العلماء تصاريح يطالبون فيها بوقف التجارب، ورفضت الولايات تحميل السفن الفرنسية أو خدمة الطائرات الفرنسية أو إيصال البريد الفرنسي، وقاطع المستهلكون المنتجات الفرنسية. شكّل النشطاء في فيجي منظمة مناهضة للتجارب بجزيرة موروروا.
تظاهر 7000 شخص في شوارع المدن الأسترالية، في نوفمبر وديسمبر 1976، احتجاجًا على استخراج اليورانيوم. تشكلت جماعة حظر اليورانيوم ودعت إلى وقف مؤقت لاستخراج اليورانيوم لمدة خمس سنوات. تسببت أول مظاهرة وطنية نسقتها جماعة حظر اليورانيوم، في أبريل عام 1977، في خروج نحو 15,000 متظاهر إلى شوارع ملبورن، و5000 في سيدني، وأعداد أقل في أماكن أخرى. جذبت حملة التوقيع الوطنية أكثر من 250,000 توقيع تدعو فيها إلى وقف استخراج اليورانيوم لمدة خمس سنوات. خرجت مظاهرة أخرى، في أغسطس من نفس العام، شارك فيها 50,000 شخص اعتراضًا على استخراج اليورانيوم واستخدامه كقوة سياسية محتملة.
شارك ما يُقدر بنحو 100 ألف أسترالي، في أحد السعف عام 1982، في التجمعات المناهضة للأسلحة النووية بأكبر مدن البلاد. تزايد عدد المشاركين في التجمعات عامًا بعد عام، حتى وصل إلى 350,000 مشاركًا في عام 1985. ركزت الحركة على وقف استخراج اليورانيوم الاسترالي وتصديره، والتخلص من الأسلحة النووية، وإزالة القواعد العسكرية الأجنبية من الأراضي الأسترالية، وإنشاء منطقة خالية من الأسلحة النووية في المحيط الهادئ.
احتل 46 ناشطًا من منظمة السلام الأخضر، في 17 ديسمبر 2001، منشأة لوكاس هايتس احتجاجًا على بناء مفاعل أبحاث ثانِ. تمكن المتظاهرون من الوصول إلى الأدوار الأرضية، ومفاعل أستراليا عالي الفيض، ومخزن النفايات عالي الإشعاع، وبرج الراديو. تركز احتجاجهم على المخاطر الأمنية والبيئية لإنتاج المواد النووية وشحن النفايات المشعة من المنشأة.
تجمع المئات من المتظاهرين المناهضين للطاقة النووية، في مارس 2012، في المقر الأسترالي لشركتي بي إتش بي بيليتونو، وريو تينتو، وهما أحد أكبر شركات التعدين العالمية العمالقة، للاحتفال بمرور عام على كارثة فوكوشيما النووية. دعت المسيرة التي شارك فيها 500 شخص عبر جنوب ملبورن إلى وقف استخراج اليورانيوم في أستراليا. تواجدت أيضًا مظاهرات في سيدني، وتضمنت الاحتجاجات في ملبورن خطبًا وفعاليات لممثلي الجالية اليابانية المغتربة بالإضافة إلى المواطنين الأستراليين، الذين كانوا قلقين بشأن آثار استخراج اليورانيوم بالقرب من أراضي البلاد.

## جمهورية التشيك
كانت هناك احتجاجات محلية ودولية ضد بناء محطة تيملين للطاقة النووية في وقت مبكر من عام 1993. قامت الحركات الشعبية بأعمال عصيان مدني واسعة في عامي 1996 و1997. نظمت فرق الطاقة النظيفة هذه الحركات. احتج المتظاهرون النمساويون المناهضون للأسلحة النووية ضد بناء محطة تيملين للطاقة النووية في سبتمبر وأكتوبر 2000، وأغلقوا جميع المعابر الحدودية الستة والعشرين بين النمسا وجمهورية التشيك بشكل مؤقت في إحدى المراحل. بدأ تشغيل المفاعل الأول أخيرًا في عام 2000 والمفاعل الثاني في عام 2002.